# Philautus acutus
Philautus acutus é uma espécie de anfíbio da família Rhacophoridae.
Pode ser encontrada nos seguintes países: Malásia e possivelmente em Brunei.
Os seus habitats naturais são: regiões subtropicais ou tropicais húmidas de alta altitude.